# Ali Mohammed al-Nimr
Ali Mohammed al Nimr (àrab: على محمد باقر النمر, ʿAlī Muḥammad Bāqir an-Nimr) (Aràbia Saudita) és un jove xiïta condemnat a mort per un delicte que presumptament va cometre quan tenia 17 anys, relacionat amb les protestes a l'Aràbia Saudita reclamant la democràcia en l'inici de la primavera àrab. Va ser arrestat el 2012 i condemnat a mort el 2014. Des del 23 de setembre de 2015 la seva condemna a ser crucificat o decapitat està solament a l'espera de ser ratificada pel rei Salman de l'Aràbia Saudita i segons organitzacions de drets humans només pot salvar-lo el perdó reial. El judici d'Al-Nimr ha estat considerat injust per part d'experts de les Nacions Unides com Christof Heyns i Amnistia Internacional, que desenvolupa una campanya per demanar que l'execució es detingui. El Parlament Europeu, el president francès, François Hollande, i el primer ministre Manuel Valls així com el líder laborista britànic Jeremy Corbyn han denunciat la situació d'Ali.
Ali al-Nimr és nebot del xeic Nimr Baqir al-Nimr, un opositor xiïta al règim saudita que va ser executat a principis de 2016.

## Activitats durant la primavera àrab
Quan tenia disset anys, Ali Mohammed al-Nimr va participar en les protestes durant la primavera àrab celebrades a la ciutat de Qatif els anys 2011 i 2012. Segons la sentència que el condemnà a mort, va animar manifestacions a favor de la democràcia a l'Aràbia Saudita utilitzant una BlackBerry.

## Procés jurídic

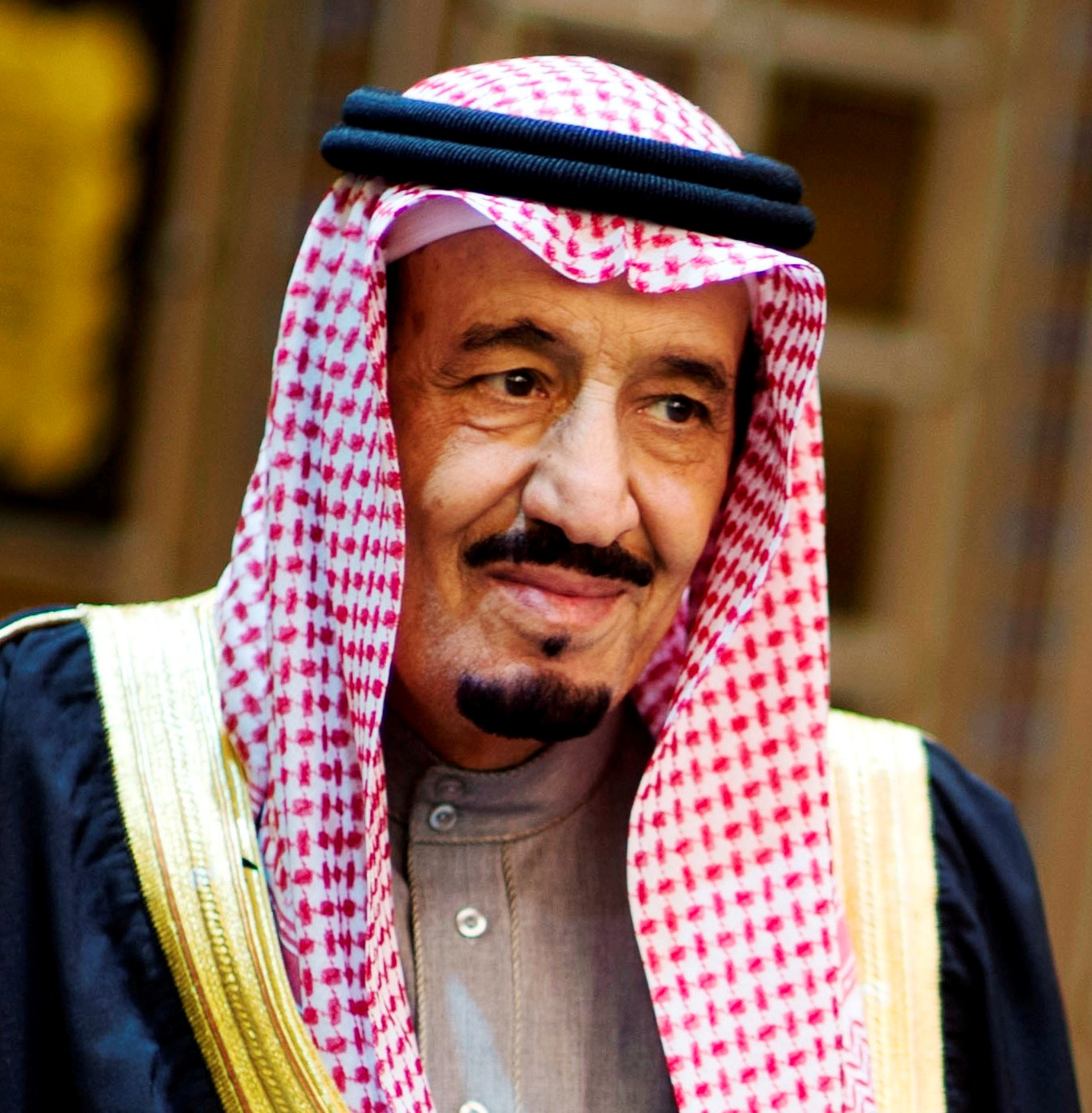
L'execució d'al-Nimr pendent de la signatura del Rei Salman de l'Aràbia Saudita

Va ser detingut el 14 de febrer de 2012 per la Mabahith, la policia secreta de l'Aràbia Saudita a la província xiïta de Qatif, i portat a la Presó General de Recerques en Damman.
Amnistia Internacional denuncia que se li va negar l'accés al seu advocat i va ser sotmès presumptament a tortura i altres maltractaments per fer signar una "confessió". Posteriorment el van portar a un centre de rehabilitació de menors, Dar al-Mulahaza, però el van retornar a la presó de Damman quan va complir els divuit anys.
El 27 de maig de 2014 el Tribunal Penal Especial de Jiddah el va condemnar a mort per delictes com participar en manifestacions contra el govern, atacar les forces de seguretat, estar en possessió d'una metralladora i cometre robatoris a mà armada. Segons la petició d'acció urgent d'Amnistia Internacional, el tribunal sembla haver pres la seva decisió basant-se en confessions firmades que Ali afirma haver fet sota tortura.
Ali Mohammed Baqir al-Nimr ha esgotat totes les vies d'apel·lació i la seva execució depèn només que el rei de l'Aràbia Saudita ratifiqui la condemna.

### Condicions jurídiques
Amnistia Internacional denuncia que les autoritats saudites no li han permès el contacte regular amb el seu advocat i han rebutjat que el seu advocat pugui interrogar als testimonis, a més de no informar al seu advocat sobre les dates de diverses audiències. D'altra banda, les compareixences d'Ali Mohammed al Nimr als judicis s'han mantingut en secret.

### Campanya de suport
El 2014 Amnistia Internacional va iniciar una campanya d'acció urgent denunciant el seu cas. El setembre de 2015 després de conèixer-se la ratificació de sentència contra Ali diversos líders europeus van mostrar públicament el seu rebuig i van demanar a les autoritats saudites que no l'executessin, entre elles el President de França François Hollande o el líder laborista britànic Jeremy Corbyn.
El 8 d'octubre de 2015 el Parlament Europeu va expressar la seva “ferma condemna” a la sentència a mort imposada a l'Aràbia Saudita al jove Ali Mohamed al Nimr i va apel·lar a les autoritats saudites perquè detinguin la seva execució.

## Vida privada
Ali Mohammed al-Nimr és el nebot de l'opositor saudita xeic Nimr Baqir al-Nimr, especialment popular entre els joves, detingut el 8 de juliol de 2012 i també condemnat a mort (fou executat el dissabte, 2 de gener del 2016). La família d'Ali considera que aquest parentiu pot ser la raó de la detenció i la condemna del jove.